# Wyspa Grahama Bella
Wyspa Grahama Bella (ros. Греэм-Белл) – wyspa w rosyjskim arktycznym archipelagu Ziemia Franciszka Józefa. Jest trzecią co do wielkości, najbardziej wysuniętą na wschód wyspą archipelagu. Ma powierzchnię 1557 km², najwyższy punkt wznosi się na wysokość 509 m n.p.m.
Została nazwana na cześć Aleksandra Grahama Bella, wynalazcy telefonu.
Od 1 stycznia 2006 r. administracyjnie należy (jak i cała Ziemia Franciszka Józefa) do rejonu primorskiego w obwodzie archangielskim.